# Рори Јеоманс
Рори Јеоманс (енгл. Rory Yeomans) је британски историчар који је виши аналитичар међународног истраживања у Међународном директорату Министарства правде.

## Биографија
Јеоманс је докторирао у Школи за словенске и источноевропске студије на Универзитетском колеџу у Лондону 2005. године. Био је члан Школе за историјске студије на Институту за напредне студије у Принстону, Њу Џерси. Имао је стипендије на Универзитету у Оксфорду, Центру за напредне студије у Бугарској и Wiener Wiesenthal институту за студије холокауста, као и стипендију за Европску инфраструктуру за истраживање холокауста при Бундесархиву у Берлину.
Његова главна истраживачка интересовања леже у интердисциплинарној културној, друштвеној и економској историји Независне Државе Хрватске, међуратној и социјалистичкој Југославији и компаративном фашизму са нагласком на неелитне историје. Његово најпознатије дело, Визије уништења: усташки режим и културна политика фашизма, 1941-1945, сматра се важним доприносом на енглеском језику историографији усташког режима.
О бруталности и начинима убистава и масакара Јеоманс је изјавио: "Зa убиjaњa и мрцвaрeњa мoрaш имaти личну и eмoтивну пoвeзaнoст, a мнoгe устaшe били су мрзилaчки нaстрojeни прeмa Србимa и прe рaтa, зa рaзлику oд oднoсa прeмa Јеврејима и Рoмимa нaд којимa je тaкoђe пoчињeн гeнoцид, aли који су тeк у нeким случajeвимa убијани ритуaлнo", рeкao je и дoдao дa je вaжнo дa истoричaри и стручнa jaвнoст рaзумеју зaштo су злoчини чињeни, oсудивши писaњe Игoрa Вукићa и oстaлих који негирају геноцидне делатности .
О реакцијама на филм "Дара из Јасеновца" које су напомињале да слике у филму нису реално приказане и да су деца "превише чиста" написао је: "Срећно с убеђивањем посетилаца биоскопа да гледају филм у којем деца обријаних глава и испупчених очију леже гола, прљава и исцрпљена, ваљајући се у сопственим изметима, док им је сваки део њиховог тела прекривен вашкама. Хоћете да пренесете праву слику Старе Градишке? Срећно у проналажењу социјалног радника који би вам дозволио да децу изгладните до смрти за потребе снимања." 

## Књиге
- Visions of Annihilation: The Ustasha Regime and the Cultural Politics of Fascism, 1941-1945 (University of Pittsburgh Press, 2012).  978-0-82297-793-3
- Racial Science in Hitler's New Europe, 1938-1945, co-edited with Anton Weiss-Wendt (University of Nebraska Press, 2013).  978-0-80324-507-5.
- The Utopia of Terror: Life and Death in Wartime Croatia (Boydell & Brewer, 2015).  978-1-58046-545-8.